# Callibrachion gaudryi
Callibrachion gaudryi és una espècie extinta de sinàpsid de la família dels casèids. Es tracta de l'únic representant conegut del gènere Callibrachion i visqué durant el Permià inferior en allò que avui en dia és Borgonya (França). És conegut a partir d'un esquelet fragmentari però suficient per reconstruir-ne l'aspecte. Feia aproximadament un metre de llargada, amb el cos robust i les potes fortes. L'os coxal presenta la cresta dorsal típica dels casèids.